# Antocha mesocera
Antocha mesocera är en tvåvingeart som beskrevs av Alexander 1931. Antocha mesocera ingår i släktet Antocha och familjen småharkrankar. Inga underarter finns listade i Catalogue of Life.